# 拉金特設鎮區 (密歇根州)
拉金特設鎮區（英語：Larkin Charter Township）是位於美國密歇根州密德蘭縣的一個特設鎮區。

## 地方資料
拉金特設鎮區的面積為83.04平方千米，當中陸地面積為82.88平方千米，而水域面積為0.16平方千米。根據2020年美國人口普查的數據，當地共有人口5331人，而人口密度為每平方千米64.2人。